# Hermann Christ

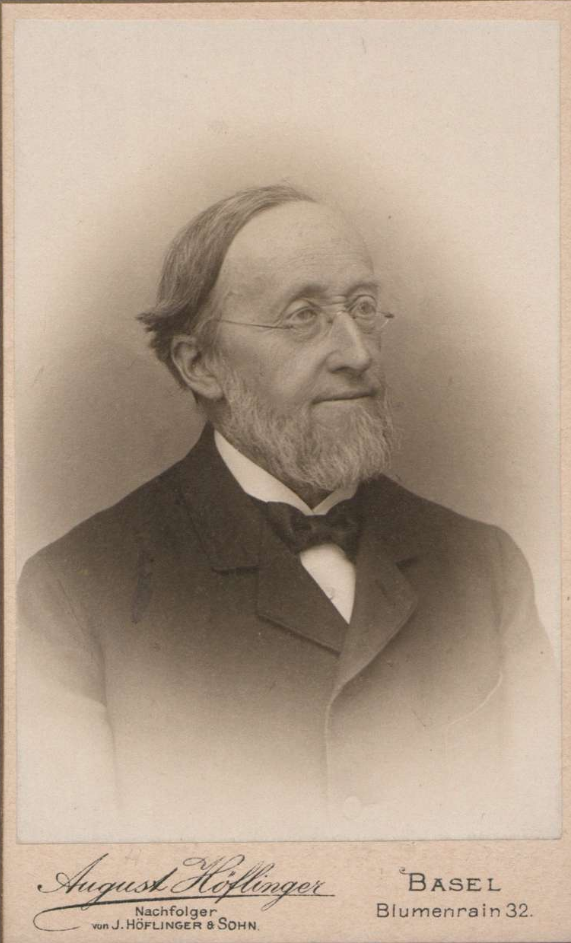
Hermann Christ-Socin

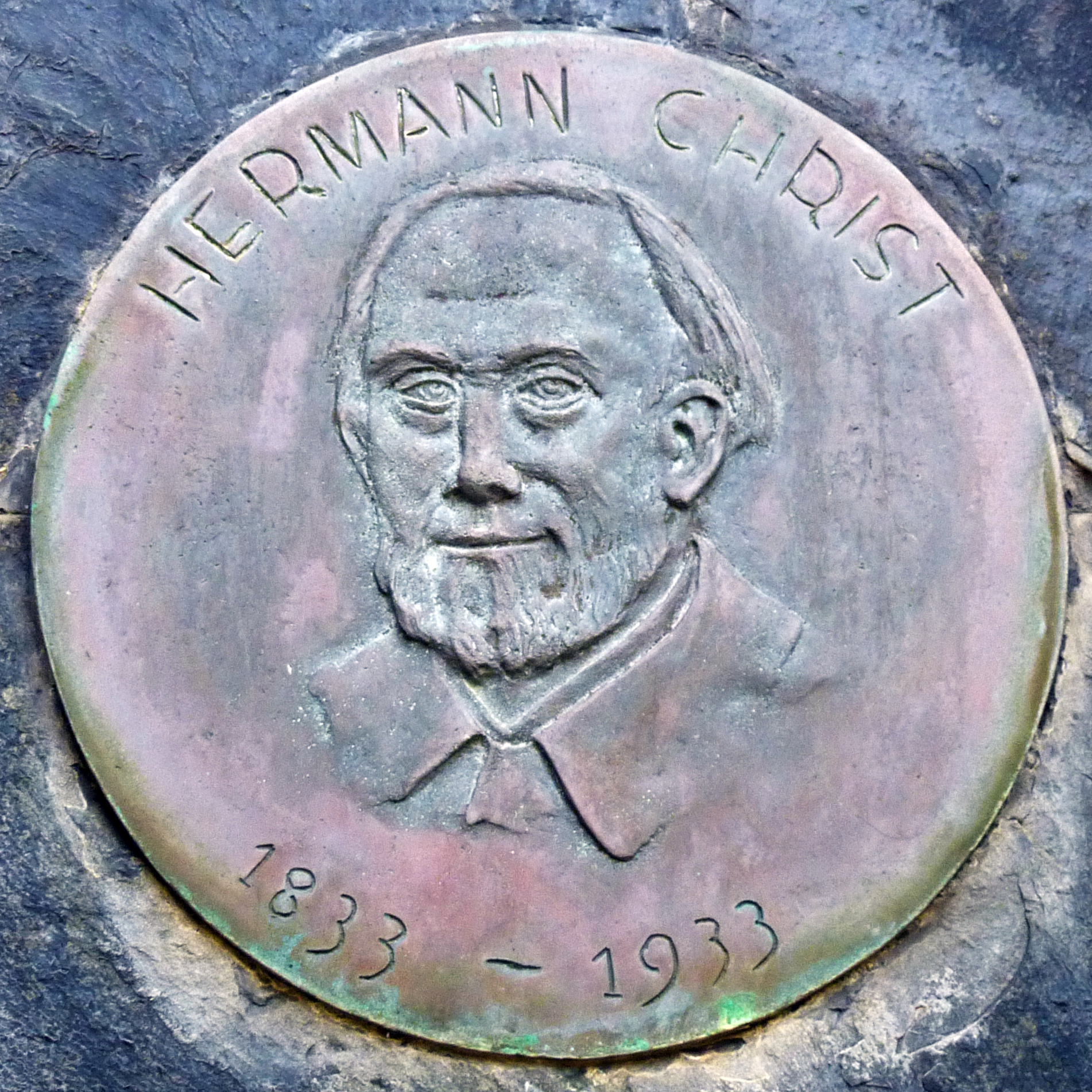
Ehrentafel in Las Palmas, Gran Canaria

Konrad Hermann Heinrich Christ (* 12. Dezember 1833 in Basel; † 23. November 1933 in Riehen, reformiert, heimatberechtigt in Basel) war ein Schweizer Jurist und Botaniker. Sein botanisches Autorenkürzel lautet „Christ“.

## Leben
Hermann Christ kam am 12. Dezember 1833 in Basel als Sohn des Notars und Statthalters des Landbezirks Basel Johann Jakob Christ und der Christine geborene Hoffmann zur Welt. Er nahm ein Studium der Rechte in Basel und Berlin auf, das er 1856 mit der Promotion in Basel beendete. Ein Jahr später legte er dazu noch das Notariatsexamen ab.
In der Folge war Christ zunächst von 1859 bis 1868 als Zivilgerichtsschreiber, anschliessend von 1869 bis 1908 als Anwalt und Notar in Basel, tätig. Daneben gehörte Hermann Christ von 1871 bis 1873 als Mitglied dem Bau- und Ehegericht sowie von 1895 bis 1907 dem Appellationsgericht an. 1871 fungierte er dazu auch als stellvertretender Staatsanwalt. Überdies amtierte er von 1871 bis 1873 als Basler Grossrat.
Er heiratete 1862 Maria, Tochter des Basler Kaufmanns Christoph Socin. Hermann Christ verstarb am 23. November 1933 wenige Wochen vor Vollendung seines 100. Lebensjahres in Riehen.

## Wirken
Als Jurist erwarb sich Hermann Christ vor allem Verdienste auf dem Gebiet des Eisenbahntransportrechts. Als christlicher Philanthrop engagierte er sich für die Rechte verfolgter Volksgruppen in Afrika, fungierte als Mitglied des Komitees der Basler Missionsgesellschaft und veröffentlichte Schriften mit religiösem Inhalt.
Besondere Berühmtheit erlangte Hermann Christ durch seine botanischen Studien, die er in seiner  Freizeit betrieb. Er publizierte über eine einmalige Zeitspanne von achtzig Jahren über dreihundert Arbeiten zu Themen der Pflanzengeografie, Systematik und Geschichte der Botanik. Viele seiner Werke zählen, auch wegen ihres poetischen Schreibstils, noch heute zu den Klassikern der botanischen Literatur.
Zudem prägte Hermann Christ mit der Kombination aus juristischen und biologischen Kenntnissen das Naturschutzrecht. Als Mitglied der Schweizerischen Naturschutzkommission in den Jahren 1906 bis 1916 war er unter anderem an den kantonalen Pflanzenschutzverordnungen und an der Gründung des Nationalparks beteiligt.

## Ehrungen
Die Universitäten Basel, im Jahr 1885, sowie Genf, 1909, würdigten Hermann Christ für seine Verdienste als Naturwissenschaftler mit der Verleihung von Ehrendoktoraten. Zudem wurde Christ als Ehrenmitglied oder korrespondierendes Mitglied in über zwanzig wissenschaftliche Gesellschaften in der Schweiz und Europa aufgenommen. Im Jahr 1933 wurde er Mitglied sowie auch Ehrenmitglied der Leopoldina.
Nach Christ benannt wurden die Farngattungen Christiopteris Copel. aus der Familie der Tüpfelfarngewächse (Polypodiaceae) und Christella H.Lév. aus der Familie der Sumpffarngewächse (Thelypteridaceae).

## Schriften (Auswahl)
- Die Rosen der Schweiz mit Berücksichtigung der umliegenden Gebiete Mittel- und Süd-Europas, H. Georg´s Verlag, Basel, Genf, Lyon 1873 BHL Nachdruck des Originals ISBN 978-3-86444-710-5. Salzwasser-Verlag, 2012
- Das Pflanzenleben der Schweiz, 1879
- Die Farnkräuter der Erde, 1897
- Die Farnkräuter der Schweiz, 1900, 2. Auflage 1982, ISBN 3-7150-0004-X.
- Geographie der Farne, 1910
- Eine Basler Flora. In: Basler Zeitschrift für Geschichte und Altertumskunde, 1913. (Digitalisat)
- Zur Geschichte des alten Bauergartens der Basler Landschaft. In: Basler Zeitschrift für Geschichte und Altertumskunde, 1917. Teil 1 Teil 2
- Die Basler Kräuterbücher vom 16. bis 18. Jahrhundert. In: Basler Zeitschrift für Geschichte und Altertumskunde, 1917. (Digitalisat)
- Über Bauerngärten im Kanton Baselland, besonders im Birseck. In: Basler Zeitschrift für Geschichte und Altertumskunde, 1917. (Digitalisat)
- Geschichte des Gartens. In: Basler Zeitschrift für Geschichte und Altertumskunde, 1918. (Digitalisat)